# Helicobia cearensis
Helicobia cearensis är en tvåvingeart som beskrevs av Tibana 1976. Helicobia cearensis ingår i släktet Helicobia och familjen köttflugor. Inga underarter finns listade i Catalogue of Life.